# Shazam! Az istenek haragja
A Shazam! Az istenek haragja (eredeti cím: Shazam! Fury of the Gods) 2023-as amerikai szuperhősfilm, amely a DC Shazam karakterén alapul. Gyártója a New Line Cinema, a DC Films és a The Safran Company, forgalmazója a Warner Bros. Pictures. A Shazam! (2019) folytatása és a DC Extended Universe (DCEU) 12. filmje. A filmet David F. Sandberg rendezte Henry Gayden és Chris Morgan forgatókönyvéből, a főbb szerepekben Zachary Levi, Asher Angel, Jack Dylan Grazer, Rachel Zegler, Adam Brody, Ross Butler, Meagan Good, Lucy Liu, Djimon Hounsou és Helen Mirren látható.
2023. március 17-én jelent meg az Amerikai Egyesült Államokban.

## Cselekmény
Billy Batson vígan éli életét az emberek között, ám egy nap minden megváltozik. Atlasz, a görög titán leányai, Anthea (Ann), Hespera és Kalüpszó az emberekre támadnak . Kiderül, hogy a botot, amit a varázsló Shazam alkotott, Billy korábban eltörte. Így a varázsló által emelt pajzs az emberek világa köré megszűnt. Az istennők felkeresik a varázslót (akit korábban bebörtönöztek) és megkérik, keltse életre a botot.
Eközben Billy és csapata értesül történtekről és megpróbálják megmenteni a világot. Találnak egy titkos könyvtárat és megtudják képességeik valódi történetét. Közben az istennők új tervet eszelnek ki: Hespera New York és Brooklyn közé láthatatlan falat emel, hogy az emberek ne juthassanak ki a városból. Elrabolják Bredit és visszamennek a világukba. Bredi kiszabadul és kiszabadítja a varázslót, akivel aztán elszöknek. Előtte megtudják, hogy az istennők az Életfa magját akarják elültetni a Földön. Vitatkoznak azon, hogy inkább ültessék-e el a saját világukban, mint a Földön. Végül Kalüpszó úgy dönt, a Földön fogják elültetni, mert így rá tudják szabadítani az emberekre a görög mitológia szörnyeit.
Tervük sikerül, az Életfa kinő, bár a Föld romlottsága miatt nem tud egészségesen fejlődni. A szörnyek megjelennek és elszabadul a káosz. Billy és a csapat szembeszáll az istennőkkel, a szörnyekkel és Atlasz sárkányával, Lathónnal. Megtudják, hogy a szörnyek egyetlen lénytől félnek, az egyszarvútól. A csapat kettéválik, páran a varázslóval mennek egy aluljáróba, mert ott van az egyszarvú. Ambróziának álcázott drazséval elcsalják a csatatérre és megy velük egy egész ménes is. A csata már elveszni látszik, amikor Hespera halála előtt a pajzsot lekicsinyíti, így Kalüpszót és Lathónt  bezárja egy körbe. Billy berepül a körbe és erejét használva elpusztítja a szörnyet és Kalüpszót, feláldozva önmagát, ugyanis a robbanásban meghal, a botból pedig elszáll az erő. A szörnyek elpusztulnak, a csapat gyászolja Billyt. Anthea és a csapat is elveszti képességeit. Ezután elmennek az istennők világába és eltemetik Billyt. A varázsló elmondja,  hogy a botot csak egy isten tudja életre kelteni. Ekkor megérkezik Wonder Woman és életre kelti a botot. A csapat és Anthea visszakapja erejét és Billy is visszatér az élők közé. Az ünneplő csapat hazatér és meglátogatja őket a varázsló, mielőtt világ körüli útra menne.

## Szereplők
| Szerep                          | Színész           | Magyar hang        | Leírás |
| ------------------------------- | ----------------- | ------------------ | --- |
| Shazam                          | Zachary Levi      | Crespo Rodrigo     | A varázsló Shazam bajnoka és Billy Batson szuperhős alteregója, aki "Salamon bölcsességével, Hercules erejével, Atlasz kitartásával, Zeusz hatalmával, Akhilleusz bátorságával és Merkúr gyorsaságával rendelkezik". |
| William "Billy" Batson          | Asher Angel       | Nikas Dániel       | A varázsló Shazam bajnoka és Billy Batson szuperhős alteregója, aki "Salamon bölcsességével, Hercules erejével, Atlasz kitartásával, Zeusz hatalmával, Akhilleusz bátorságával és Merkúr gyorsaságával rendelkezik". |
| Frederick "Freddy" Freeman      | Jack Dylan Grazer | Berecz Kristóf Uwe | Billy testvére és legjobb barátja, mozgássérült, idétlen szuperhős-rajongó. Ő az egyedüli, aki tud Shazam korábbi személyazonosságáról is.                                                                           |
| Szuperhős Freddy                | Adam Brody        | Csiby Gergely      | Billy testvére és legjobb barátja, mozgássérült, idétlen szuperhős-rajongó. Ő az egyedüli, aki tud Shazam korábbi személyazonosságáról is.                                                                           |
| Anthea / Anne                   | Rachel Zegler     | Rudolf Szonja      | Atlasz lánya. |
| Eugene Choi                     | Ian Chen          | Kadosa Patrik      | Billy fogadott testvére az új otthonában, megszállott játékrajongó. |
| Szuperhős Eugene                | Ross Butler       | Jakab Márk         | Billy fogadott testvére az új otthonában, megszállott játékrajongó. |
| Pedro Peña                      | Jovan Armand      | Nagy Gereben       | Billy szintén fogadott testvére az új otthonában, félénk, érzékeny, kövér gyerek, aki nehezen nyílik meg mások előtt.                                                                                                |
| Szuperhős Pedro                 | D. J. Cotrona     | Mészáros András    | Billy szintén fogadott testvére az új otthonában, félénk, érzékeny, kövér gyerek, aki nehezen nyílik meg mások előtt.                                                                                                |
| Mary Bromfield / Szuperhős Mary | Grace Fulton      | Sodró Eliza        | Billy fogadott nővére az új otthonában, aki segíti a többi gyerek gondozását és nem akar a kaliforniai főiskolára menni (bár sikerül felvételt nyernie).                                                             |
| Darla Dudley                    | Faithe Herman     | Tóth Mira          | Billy legfiatalabb testvére az új otthonában, energikus és sokat fecsegő afro-amerikai kislány. |
| Szuperhős Darla                 | Meagan Good       | Andrádi Zsanett    | Billy legfiatalabb testvére az új otthonában, energikus és sokat fecsegő afro-amerikai kislány. |
| Kalüpszó                        | Lucy Liu          | Kökényessy Ági     | Atlasz lánya. |
| Shazam / Varázsló               | Djimon Hounsou    | Szabó Győző        | Ősi varázsló, aki keresi utódját, majd Billy Batsonnak adja át a hatalmát. |
| Hespera                         | Helen Mirren      | Bánsági Ildikó     | Atlasz lánya. |
| Victor Vasquez                  | Cooper Andrews    | Gémes Antos        | A csoport nevelőapja a házban, ahol Billy és testvérei élnek. |
| Rosa Vasquez                    | Marta Milans      | Kovács Patrícia    | A csoport nevelőanyja a házban, ahol Billy és testvérei élnek. |
| Diana Prince / Wonder Woman     | Gal Gadot         | Horváth Lili       | 5000 éves, emberfeletti képességekkel rendelkező amazon hercegnő, Hippolüté lánya. |
| Emilia Harcourt                 | Jennifer Holland  | Mikecz Estilla     | A.R.G.U.S. ügynökök, Waller emberei |
| John Economos                   | Steve Agee        | Hannus Zoltán      | A.R.G.U.S. ügynökök, Waller emberei |
| Dr. Thaddeus Sivana             | Mark Strong       | Epres Attila       | Fizikus, aki számkivetettként nőtt fel gazdag családjában. Jelenleg börtönben van. |
| Tárlatvezető                    | Rizwan Manji      | Karácsonyi Zoltán  | Tárlatvezető. |
| Dr. Dario Bava                  | P. J. Byrne       | Elek Ferenc        | Billy terapeutája. |
| Mr. Geckle                      | Diedrich Bader    | Kardos Róbert      | Iskolai tanár. |

### Magyar változat
- Magyar szöveg: Tóth Tamás
- Felvevő hangmérnök: Illés Gergely
- Vágó: Kajdácsi Brigitta
- Gyártásvezető: Gelencsér Adrienne
- Szinkronrendező: Nikodém Zsigmond
- Produkciós vezető: Hagen Péter

A szinkront a Mafilm Audio Kft. készítette.

## Filmzene
2022 júniusában Sandberg elárulta, hogy Benjamin Wallfisch nem tudott visszatérni az első film zeneszerzőjeként az ütemezési problémák miatt, a folytatásban Christophe Beck lépett a helyére, aki addigra már megkezdte a munkálatokat.

## Bemutató
A Shazam! Az istenek haragja a tervek szerint 2023. március 17-én jelenik meg a Warner Bros. Pictures forgalmazásában az Egyesült Államokban. Eredetileg 2022. április 1-jére tervezték a megjelenést, végül a COVID-19 világjárvány miatt 2022. november 4-re, majd 2023. június 2-ra halasztották.